# ちむら
株式会社ちむらは、鳥取県鳥取市河原町布袋にある水産加工品・大豆加工品メーカー。
鳥取市内にとうふちくわ専門店とうふちくわの里を5店舗展開している。

## 沿革
1865年（慶応元年）、鳥取市元魚町にて創業。1943年（昭和18年）の鳥取大震災により工場倒壊、1952年（昭和27年）の鳥取大火による工場焼失を経て、同年資本金30万円で「有限会社千村商店」として会社設立。
1977年（昭和52年）本社工場全面改築、1995年（平成7年）資本金1,000万円に増資、1999年（平成11年）、「株式会社ちむら」に組織変更、同年5代目代表取締役社長千村直美就任。
2015年（平成27年）に創業150周年を迎えた。

## 製品の特徴
鳥取県産大豆100%であり、豆腐と白身魚のすり身を細かく粉砕・練り合わせ、豆腐とすり身の比率はほぼ7：3、製造工程のほとんどは機械化されているが、練りだけは従業員が培った長年の勘だけを頼りに行っている。

### ちむらオリジナルメニューへの取り組み
鳥取市内の郷土料理店と共同で「鳥取和牛とうふちくわ」を商品化したほか、「レモンとうふ」「トマトとチーズのとうふちくわ」など多彩な味のメニューを考案・商品化を続けている。

## マスメディアへの露出
2014年4月5日、テレビ東京の『土曜スペシャル「ご当地カレーを求めて2500km!列島縦断カレーなる旅」』内で展開店舗のひとつであるかろいち店が紹介された。